# Bönan
Bönan är en bebyggelse i Gävle kommun och ett gammalt fiskeläge på Norrlandet utanför Gävle. Idag är Bönan mest känd för sin bönaböckling, Bönans fyrplats samt Bönans lotsstation. Bönan klassades av SCB som en tätort från 2000 till 2020, då den kom att klassas som en del av tätorten Gävle.

## Historia
Bönan hörde till Gävlefiskarnas fiskeplatser. År 1740 fanns fem fiskare i hamnen. De som vistades här var dock inga "storsjöfiskare" utan änkor, gamla båtsmän med flera.
Bönans kapell byggdes av och för fiskarna 1843. Under mitten av 1800-talet fick Bönan även skola. 
I början av 1900-talet blev Bönan alltmer en sommarvistelse för Gävles grosshandlare. Då byggdes även hotell, badhus, ett café, en dansbana och en handelsbod. Ångbåtarna Bönan I och II trafikerade centrala Gävle. 
Fisket i Bönan har avtagit sedan 1950-talet och numer finns endast ett fåtal yrkesmässiga fiskare kvar i Bönan.

### Befolkningsutveckling
| Befolkningsutvecklingen i Bönan 2000–2015                                                 | Befolkningsutvecklingen i Bönan 2000–2015 | Befolkningsutvecklingen i Bönan 2000–2015 | Befolkningsutvecklingen i Bönan 2000–2015 | Befolkningsutvecklingen i Bönan 2000–2015 |
| ----------------------------------------------------------------------------------------- | ----------------------------------------- | ----------------------------------------- | ----------------------------------------- | ----------------------------------------- |
|                                                                                           |                                           |                                           |                                           |                                           |
| År                                                                                        |                                           |                                           | Folkmängd                                 | Areal (ha)                                |
| 2000                                                                                      | 2000                                      |                                           | 273                                       | 64                                        |
| 2005                                                                                      | 2005                                      |                                           | 289                                       | 68                                        |
| 2010                                                                                      | 2010                                      |                                           | 316                                       | 79                                        |
| 2015                                                                                      | 2015                                      |                                           | 859                                       | 304                                       |
| Anm.: Ny tätort 2000. Sammanvuxen 2015 med tätorten Norrlandet och småorten Fredriksskans |                                           |                                           |                                           |                                           |